# Ligne d'Eutingen à Freudenstadt
La Ligne d'Eutingen à Freudenstadt (en allemand : Gäubahn (Eutingen–Freudenstadt)) est une ligne de chemin de fer, reliant Eutingen im Gäu à Freudenstadt, en Forêt Noire.